# Monte Salza
Monte Salza – szczyt w Alpach Kotyjskich, części Alp Zachodnich. Leży w północno-zachodnich Włoszech w regionie Piemont, blisko granicy z Francją. Szczyt można zdobyć drogą z miejscowości Bellino. Sąsiaduje z Cima Mongioia.